# Комплексирование геофизических методов

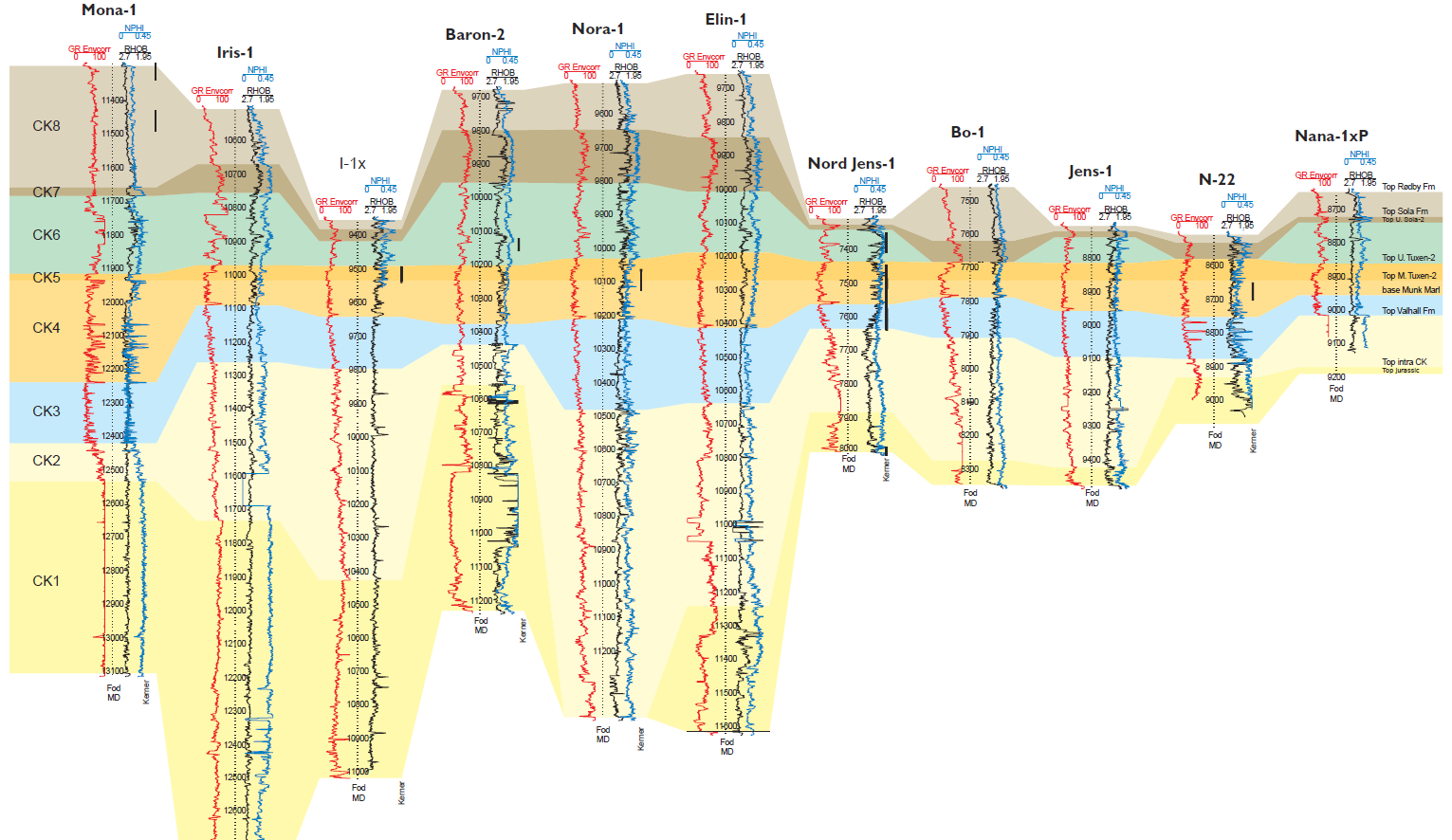
Комплексная физико-геологическая модель, составленная по комплексу ГИС

Комплекси́рование геофизи́ческих методов — геофизическая дисциплина, основной задачей которой является создание схем эффективного совместного использования различных геофизических методов (сейсморазведочных, электроразведочных, магниторазведочных, гравиразведочных, радиометрических и теплометрических)  при решении геологических задач. Применяется для увеличения достоверности заключений, получаемых при помощи отдельных методов разведочной геофизики. В обязательном порядке комплексирование применяется при геофизическом исследовании скважин (ГИС), часто используется в рудной и инженерной геологии. Рациональные  комплексы геофизических методов составляются на основе априорных физико-геологических моделей.   

## Применение
Используется для поисков геологических тел и месторождений полезных ископаемых, ненадёжно выделяемых геофизическими методами. К таким телам относятся кимберлитовые трубки, выделяемые комплексом из магниторазведки и электроразведки. В инженерной геофизики используют комплекс из сейсморазведки, электротомографии и георадиолокации для всестороннего изучения грунтовых толщ и поиске подземных вод. Комплексирование геофизических методов рекомендуется в палеогеоморфологии

## Интерпретация комплексных геофизических данных
Комплексная интерпретация данных геофизических методов (карт, разрезов, графиков и диаграмм) базируется на создании многопризнаковой модели, когда каждый элемент физико-геологической модели характеризуется множеством геофизических величин различной природы.